# Stigmatizare
Stigmatizarea este o expresie a rușinii, prin care o persoană afectată de o boală mintală este dezonorată, discriminată și etichetată, astfel incât individul dezvoltă o frică de excludere socială si neacceptare, ceea ce ingreunează considerabil abilitatea acestuia de a cere ajutor unui specialist sau oricărei alte persoane.
Stigmatizarea a însemnat aplicarea (cu fierul roșu)  a stigmatului pe corpul sclavilor, al delicvenților etc. Aruncare asupra cuiva sau a ceva a disprețului și oprobriului public; înfierare, defăimare etc. În societatea modernă, stigmatul s-a dezvoltat într-un concept social care se aplică la diferite grupuri de indivizi, bazat pe anumite caracteristici cum sunt starea socio-economică, cultura, genul, rasa, religia sau starea sănătății. O dată ce un individ a fost stigmatizat, acesta deseori este asociat cu stereotipuri care determină discriminare, marginalizare și probleme psihologice.